# Estadiasmo
El Estadiasmo o Periplo del mar Grande (en griego, Σταδιασμὸς ἤτοι περίπλους τῆς μεγάλης θαλάσσης; en latín, Stadiasmus Maris Magni) es una obra literaria geográfica y náutica de época romana, escrita por un autor anónimo en lengua griega.
Se ha conservado fragmentariamente a través de un manuscrito del siglo X o principios del XI, denominado Matritensis 4701 (anteriormente Matritensis graecus 121), que se encuentra en la Biblioteca Nacional de España. Fue publicado por primera vez en 1769, y figura también en la obra recopilatoria Geógrafos griegos menores de Karl Müller.
La fecha de composición del Estadiasmo puede situarse tanto a principios del Imperio romano como a lo largo de los cinco siglos posteriores. Müller estimaba que había sido escrito entre hacia los años 250-300 pero algunos estudios recientes opinan, en cambio, que fue escrita en el siglo I d. C., por algunas características internas del texto y su contexto histórico.
Contiene indicaciones y consejos destinados a servir de guía para los navegantes, tales como distancias, rumbos, características de las costas, de los puertos, puntos de abastecimiento de agua, puntos peligrosos, indicaciones geográficas o edificios destacados. Se considera que es el primer portulano conocido. El nombre de «estadiasmos» se refiere a las medidas por estadios.
La obra completa debía abarcar toda la cuenca del mar Mediterráneo pero solo se ha conservado en parte. Esta parte que se ha conservado se puede dividir en estas partes: 
- la costa del norte de África: de Alejandría a Útica,
- la costa de Siria y Asia Menor: de Carnas a Mileto, además de travesías a algunas islas,
- Chipre y Creta.

## Ediciones
- Müller, Karl (1855). Geographi Graeci Minores (en griego y latín) 1. París: Ambrosio Firmin Didot. p. 427-514. Consultado el 31 de agosto de 2021.
- Texto griego en Wikisource, y traducción al inglés en ToposText.